# Csuvasföld
Csuvasföld, hivatalosan Csuvas Köztársaság (oroszul Чувашская Республика, csuvas nyelven Чӑваш Республики) az Oroszországi Föderáció tagja. Fővárosa Csebokszári. Délnyugatról Mordvinföld, nyugatról a Nyizsnyij Novgorod-i terület, északról Mariföld, délkeletről a Tatár Köztársaság, délről pedig az Uljanovszki terület határolja. 2010-ben népessége 1 251 619 fő volt.

## Népesség

### Nemzetiségi megoszlás
A nemzetiségi megoszlás népszámlálásonként (ezer fő és százalék).
| Nemzetiségek | 1926          | 1939          | 1959          | 1970          | 1979          | 1989          | 2002          | 2010          |
| ------------ | ------------- | ------------- | ------------- | ------------- | ------------- | ------------- | ------------- | ------------- |
| csuvasok     | 667,7 (74,7%) | 777,2 (72,2%) | 770,4 (73,0%) | 856,2 (70,0%) | 887,7 (68,4%) | 906,9 (67,8%) | 889,3 (67,7%) | 814,8 (67,7%) |
| oroszok      | 178,9 (20,0%) | 241,4 (22,4%) | 263,7 (24,0%) | 299,2 (24,5%) | 338,2 (26,0%) | 357,1 (26,7%) | 348,5 (26,5%) | 323,3 (26,9%) |
| tatárok      | 22,6 (2,5%)   | 29,0 (2,7%)   | 31,4 (2,9%)   | 36,2 (3,0%)   | 37,6 (2,9%)   | 35,7 (2,7%)   | 36,4 (2,8%)   | 34,2 (2,8%)   |
| mordvinok    | 24,0 (2,7%)   | 22,5 (2,1%)   | 23,9 (2,2%)   | 21,0 (1,7%)   | 20,3 (1,6%)   | 18,7 (1,4%)   | 16,0 (1,2%)   | 13,0 (1,1%)   |

### Települések

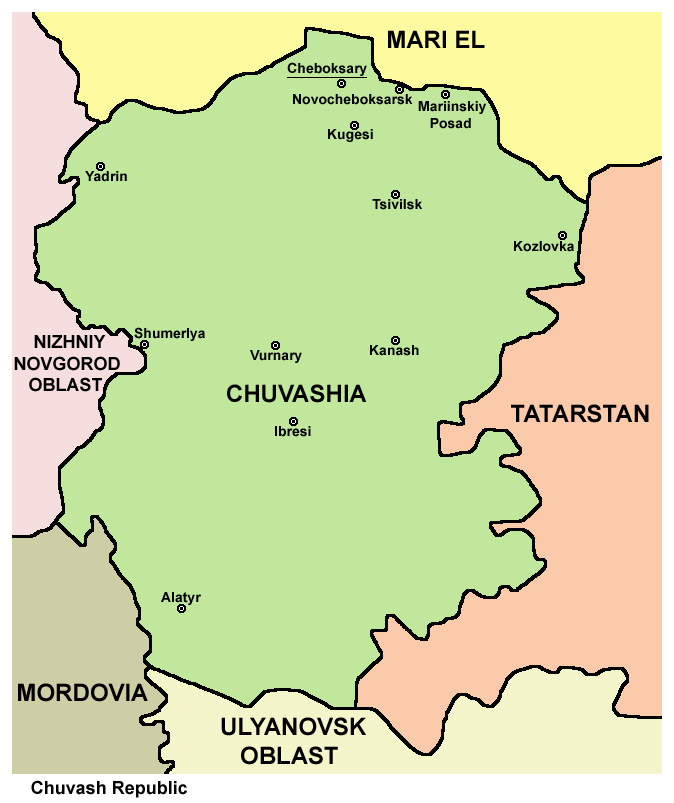

Csuvasföldön (a 2010. évi népszámláláskor) 9 város és 1720 falusi település található, mely utóbbiak közül 17 lakatlan. 1987-ben még volt 8 városi jellegű település a köztársaságban, a Szovjetunió megszűnése óta azonban valamennyi elvesztette e címet és faluvá alakult.
A 2010. évi népszámlálás adatai szerint Csuvasföldön 59% a városi (városokban vagy városi jellegű településeken élő) népesség aránya. A legnagyobb falu népessége közel 12 ezer fő, és összesen 15-é éri el a háromezret, melyek együttesen a köztársaság lakosainak 7%-a számára nyújtanak otthont. A településhálózat döntő részét azonban a legfeljebb néhány száz lakosú aprófalvak alkotják.
A városok a következők (2010. évi népességgel):
- Csebokszári (453 721)
- Novocsebokszarszk (124 097)
- Kanas (45 607)
- Alatir (38 203)
- Sumerlja (31 722)
- Civilszk (13 479)
- Kozlovka (10 359)
- Jadrin (9614)
- Mariinszkij Poszad (9088)

## Közigazgatás és önkormányzatok
Csuvasföld (a 2010. évi népszámláláskor) közigazgatási szempontból 21 járásra oszlik. A 9 város közül az 5 legnagyobb köztársasági alárendeltségű, melyek nem tartoznak egyik járáshoz sem, ahogy a Csebokszárihoz és Novocsebokszarszkhoz beoszott falusi települések sem.
Az önkormányzatok területi beosztása megegyezik a közigazgatási felosztással. A 21 járás mindegyikében járási önkormányzat működik, míg a köztársasági alárendeltségű városok mindegyike (a beosztott falusi településekkel együtt) a járásoktól független városi körzetet alkot, melyeknek egyszintű önkormányzata van, egyszerre gyakorolják a járási és a községi önkormányzati hatásköröket. A járásokhoz összesen 7 városi község és 284 falusi község tartozik.
A járások és székhelyeik:
- Alatiri járás (Alatir)
- Alikovói járás (Alikovo)
- Batirevói járás (Batirevo)
- Civilszki járás (Civilszk)
- Csebokszári járás (Kugeszi)
- Ibreszi járás (Ibreszi)
- Jadrini járás (Jadrin)
- Jalcsiki járás (Jalcsiki)
- Jantyikovói járás (Jantyikovo)
- Kanasi járás (Kanas)
- Komszomolszkojei járás (Komszomolszkoje)
- Kozlovkai járás (Kozlovka)
- Krasznije Csetai-i járás (Krasznije Csetai)
- Krasznoarmejszkojei járás (Csuvasföld) (Krasznoarmejszkoje)
- Mariinszkij Poszad-i járás (Mariinszkij Poszad)
- Morgausi járás (Morgausi)
- Poreckojei járás (Poreckoje)
- Semursai járás (Semursa)
- Sumerljai járás (Sumerlja)
- Urmari járás (Urmari)
- Vurnari járás (Vurnari)

## Politikai vezetés
A köztársaság vezetője (glava):
- Mihail Vasziljevics Ignatyjev – 2020. január 29-ig, ekkor bizalomvesztés (utrata doverija) miatt Putyin elnök leváltotta és még aznap ideiglenes vezetőt nevezett ki.
- Oleg Alekszejevics Nyikolajev – 2020. január 29-től a vezetői feladatokat ideiglenesen ellátó megbízott[9]